# Plädoyer (Zeitschrift)
plädoyer - das Magazin für Recht und Politik ist eine generalistische juristische Fachzeitschrift. Sie erscheint seit 1983 zweimonatlich und wird in Zusammenarbeit mit den Demokratischen Juristinnen und Juristen der Schweiz von der Konsumenteninfo AG in Zürich herausgegeben. Bis April 2010 erschien das Magazin in einer zweisprachigen Version, seither in den separaten Ausgaben plädoyer – das Magazin für Recht und Politik und plaidoyer – revue juridique et politique.